# Gonfreville-Caillot
Gonfreville-Caillot ist eine französische Gemeinde mit 397 Einwohnern (Stand 1. Januar 2022) im Département Seine-Maritime in der Region Normandie (vor 2016 Haute-Normandie). Sie gehört zum Arrondissement Le Havre und zum Kanton Saint-Romain-de-Colbosc (bis 2015 Goderville). 

## Geographie
Gonfreville-Caillot liegt etwa 29 Kilometer nordöstlich von Le Havre in der Pays de Caux. Umgeben wird Gonfreville-Caillot von den Nachbargemeinden Angerville-Bailleul im Norden und Nordosten, Saint-Maclou-la-Brière im Osten, Vattetot-sous-Beaumont im Süden, Bréauté im Südwesten sowie Grainville-Ymauville im Westen und Nordwesten.

## Bevölkerungsentwicklung
| Jahr                      | 1962 | 1968 | 1975 | 1982 | 1990 | 1999 | 2006 | 2013 |
| Einwohner                 | 182  | 157  | 124  | 215  | 251  | 262  | 307  | 343  |
| Quelle: Cassini und INSEE |      |      |      |      |      |      |      |      |

## Sehenswürdigkeiten
- Kirche Saint-Maur aus dem 17./18. Jahrhundert

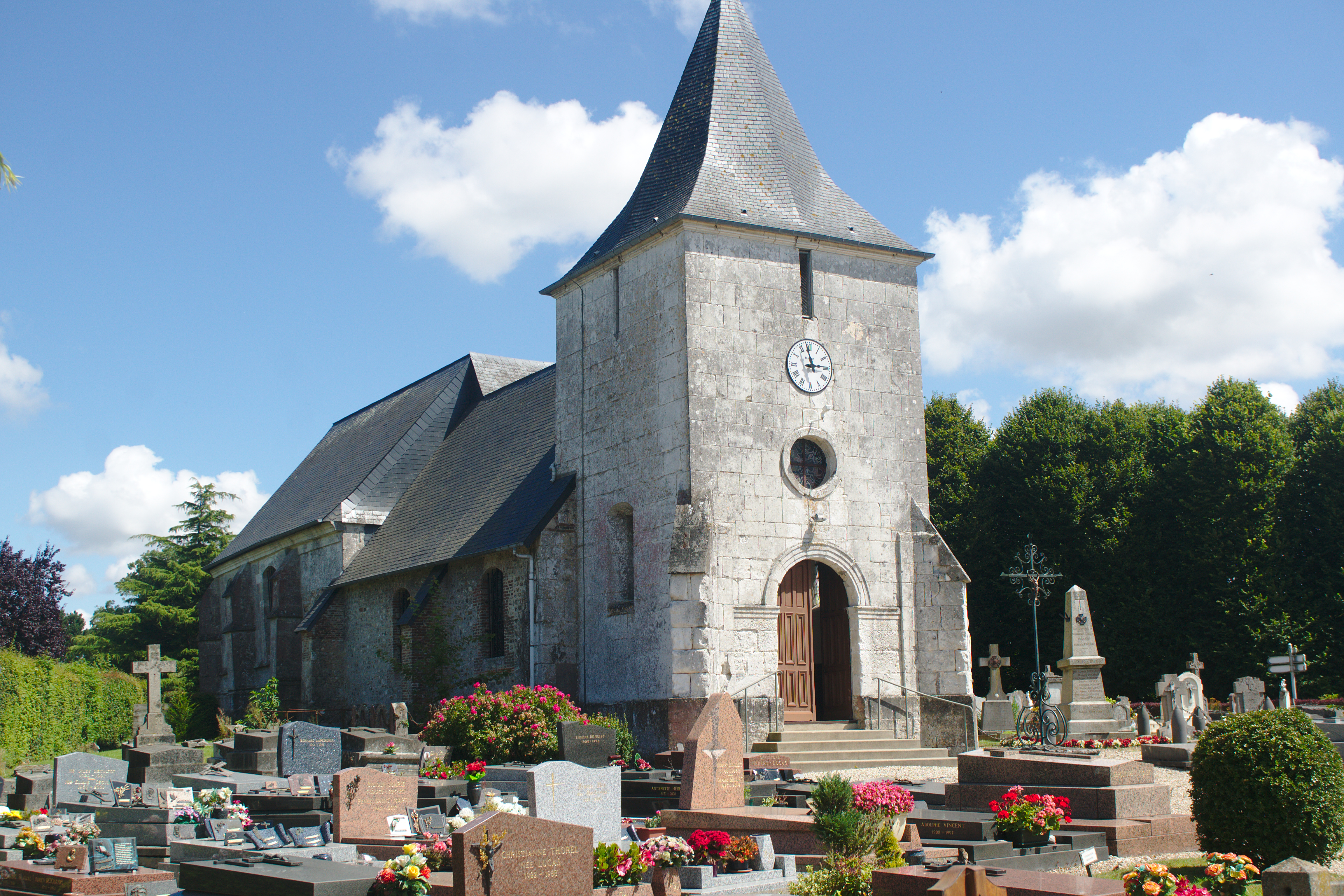
Kirche Saint-Maur

- Reste einer Turmhügelburg

## Gemeindepartnerschaft
Mit der französischen Gemeinde Saint-Donat im Département Puy-de-Dôme (Auvergne) besteht eine Partnerschaft.